# Ту (Жер)
Ту (фр. Thoux) — коммуна во Франции, находится в регионе Юг — Пиренеи. Департамент — Жер. Входит в состав кантона Колонь. Округ коммуны — Ош.
Код INSEE коммуны — 32444.

## География
Коммуна расположена приблизительно в 590 км к югу от Парижа, в 38 км западнее Тулузы, в 34 км к востоку от Оша.
По территории коммуны протекают реки Саррампьон и Аркадеш (фр. Arcadèche).

## Климат
Климат умеренно-океанический. Лето жаркое и немного дождливое, температура часто превышает 35 °С. Зимой часто бывает отрицательная температура и ночные заморозки. Годовое количество осадков — 700—900 мм.

## Население
Население коммуны на 2010 год составляло 229 человек.
| 1962 | 1968 | 1975 | 1982 | 1990 | 1999 | 2010 |
| ---- | ---- | ---- | ---- | ---- | ---- | ---- |
| 150  | 99   | 118  | 109  | 136  | 163  | 229  |

## Администрация
| Период | Период | Фамилия   | Партия                  | Примечания |
| ------ | ------ | --------- | ----------------------- | ---------- |
| 2001   | 2008   | Ги Юфферт | Социалистическая партия |            |
| 2008   | 2020   | Жиль Бег  |                         |            |

## Экономика
В 2010 году среди 146 человек трудоспособного возраста (15-64 лет) 117 были экономически активными, 29 — неактивными (показатель активности — 80,1 %, в 1999 году было 69,5 %). Из 117 активных жителей работали 111 человек (59 мужчин и 52 женщины), безработных было 6 (3 мужчин и 3 женщины). Среди 29 неактивных 11 человек были учениками или студентами, 9 — пенсионерами, 9 были неактивными по другим причинам.